# Ischnocolus fuscostriatus
Ischnocolus fuscostriatus är en spindelart som beskrevs av Simon 1885. Ischnocolus fuscostriatus ingår i släktet Ischnocolus och familjen fågelspindlar. Inga underarter finns listade i Catalogue of Life.